# Daisy Berkowitz
Scott Mitchell Putesky (n. 28 aprilie 1968, East Orange, New Jersey, SUA – d. 22 octombrie 2017, Boca Raton, Florida, SUA), mai cunoscut ca Daisy Berkowitz, a fost un muzician american care a fost chitarist și co-fondator al trupei heavy metal Marilyn Manson. A părăsit formația în 1996 în timpul înregistrărilor pentru albumul Antichrist Superstar.